# أولاد عامر (عين عتيق)
أولاد عامر هي إحدى مشيخات المملكة المغربية، تتبع جغرافيا لعمالة الصخيرات تمارة وإداريًا لعين عتيق. يقدر عدد سكانها بـ 9606 نسمة حسب الإحصاء الرسمي للسكان والسكنى لسنة 2004.